# دوه‌یاتاقی (چاراویماق شرقی)
دوه‌یاتاقی یکی از روستاهای استان آذربایجان شرقی است که در دهستان چاراویماق شرقی بخش شادیان شهرستان چاراویماق واقع شده‌است.این روستا ۵۴۷ نفر جمعیت دارد.